# Eleições municipais no Brasil em 1996
As eleições municipais no Brasil em 1996 aconteceram em 3 de outubro (quinta-feira) e 15 de novembro (sexta-feira). Foram as primeiras eleições realizadas no governo Fernando Henrique Cardoso e as últimas antes da adoção da reeleição para cargos executivos. Foram as primeiras eleições em urnas eletrônicas, disponíveis para um terço dos eleitores.

## Prefeitos de capitais eleitos em 1996
| Bandeira | Cidade         | UF | Prefeito eleito          | Partido | Vice-prefeito           | Partido do vice |
| -------- | -------------- | -- | ------------------------ | ------- | ----------------------- | --------------- |
|          | Aracaju        | SE | João Gama                | PMDB    | Evandro de Sena e Silva | PSB             |
|          | Belém          | PA | Edmilson Rodrigues       | PT      | Ana Júlia Carepa        | PT              |
|          | Belo Horizonte | MG | Célio de Castro          | PSB     | Marcos Sant'Anna        | PMDB            |
|          | Boa Vista      | RR | Ottomar Pinto            | PTB     | Clodezir Filgueiras     | PPB             |
|          | Campo Grande   | MS | André Puccinelli         | PMDB    | Oswaldo Possari         | PMDB            |
|          | Cuiabá         | MT | Roberto França           | PSDB    | Roberto Nunes           | PSDB            |
|          | Curitiba       | PR | Cássio Taniguchi         | PDT     | Algaci Tulio            | PTB             |
|          | Florianópolis  | SC | Ângela Amin              | PPB     | Péricles Prade          | PPB             |
|          | Fortaleza      | CE | Juraci Magalhães         | PMDB    | Marlon Cambraia         | PMDB            |
|          | Goiânia        | GO | Nion Albernaz            | PSDB    | Maria Valadão           | PFL             |
|          | João Pessoa    | PB | Cícero Lucena            | PMDB    | Reginaldo Tavares       | PFL             |
|          | Macapá         | AP | Aníbal Barcelos          | PFL     |                         |                 |
|          | Maceió         | AL | Kátia Born               | PSB     | Petrúcio Bandeira       | PSB             |
|          | Manaus         | AM | Alfredo Nascimento       | PPB     | Omar Aziz               | PPB             |
|          | Natal          | RN | Wilma de Faria           | PSB     | Marcílio Carrilho       | PFL             |
|          | Palmas         | TO | Odir Rocha               | PPB     | Adagsmar Araújo         |                 |
|          | Porto Alegre   | RS | Raul Pont                | PT      | José Fortunati          | PT              |
|          | Porto Velho    | RO | Chiquilito Erse          | PDT     | Carlos Camurça          | PDT             |
|          | Recife         | PE | Roberto Magalhães        | PFL     | Raul Henry              | PMDB            |
|          | Rio Branco     | AC | Mauri Sérgio             | PMDB    | Chicão Brígido          | PMDB            |
|          | Rio de Janeiro | RJ | Luiz Paulo Conde         | PFL     | Eider Dantas            | PFL             |
|          | Salvador       | BA | Antônio Imbassahy        | PFL     | Marcos Medrado          | PPB             |
|          | São Luís       | MA | Jackson Lago             | PDT     | Domingos Dutra          | PT              |
|          | São Paulo      | SP | Celso Pitta              | PPB     | Régis de Oliveira       | PFL             |
|          | Teresina       | PI | Firmino Filho            | PSDB    | Miranda Dantas          | PSDB            |
|          | Vitória        | ES | Luiz Paulo Vellozo Lucas | PSDB    | Luzia Toledo            | PSDB            |